# 石鍋真澄
石鍋 真澄（いしなべ ますみ、1949年4月8日 - ）は、日本の西洋美術史学者、成城大学教授。
埼玉県生まれ。東北大学文学部哲学科卒、1979年同大学院博士課程満期退学。フィレンツェ大学へ留学。1979年成城短期大学専任講師、助教授、教授、成城大学文芸学部教授。1989年『聖母の都市 シエナ 中世イタリアの都市国家と美術』でマルコ・ポーロ賞受賞。2006年「ピエロ・デッラ・フランチェスカ」で東北大学文学博士。

## 著書
- 『ベルニーニ バロック美術の巨星』吉川弘文館 1985年、新版2010年
- 『聖母の都市シエナ 中世イタリアの都市国家と美術』吉川弘文館 1988年
- 『サン・ピエトロが立つかぎり 私のローマ案内』吉川弘文館 1991年
- 『ありがとうジョット イタリア美術への旅』吉川弘文館 1994年、新版2009年
- 『アッシジの聖堂壁画よ、よみがえれ』小学館 アートセレクション 2000年
- 『サン・ピエトロ大聖堂』吉川弘文館 2000年
- 『ピエロ・デッラ・フランチェスカ』平凡社 2005年
- 『フィレンツェの世紀 ルネサンス美術とパトロンの物語』平凡社 2013年
- 『教皇たちのローマ ルネサンスとバロックの美術と社会』平凡社 2020年
- 『カラヴァッジョ ほんとうはどんな画家だったのか』平凡社 2022年

### 共編著・監修
- 『春の祭典 初期ルネサンス　名画への旅6』講談社 1993年
- 『新西洋美術史』西村書店 1999年。千足伸行監修

島田紀夫・福部信敏・大高保二郎・名取四郎・諸川春樹共著
- 『ヴァチカン・ガイド 美術館と市国』監修 石鍋真理子・篠塚千恵子・金原由紀子共訳 ミュージアム図書 2006年
- 『ルネサンス美術館』監修 元木幸一・森雅彦共著 小学館 2008年
- 『ヴァチカン物語』塩野七生・藤崎衛と解説 新潮社・とんぼの本 2011年
- 『誰も知らないラファエッロ』堀江敏幸と解説 新潮社・とんぼの本 2013年
- 『ラファエロ ルネサンス美術を代表する巨匠「ラファエロ・サンツィオ」のすべて』監修・解説 宝島社 2013年
- 『〈西洋美術史を学ぶ〉ということ』高階秀爾・千足伸行共著、三元社 2014年

成城学園創立100周年・成城大学文芸学部創設60周年記念シンポジウム報告書、喜多崎親編
- 『ローマの誘惑　西洋美術史におけるローマの役割』三元社 2021年

喜多崎親・幸福輝・大高保二郎・佐藤直樹共著
成城大学文芸学部公開シンポジウム報告書、喜多崎親編

### 翻訳
- エンツォ・オルランディ編『ヴァン・ゴッホ』石鍋真理子共訳 評論社 カラー版世界の巨匠 1980年
- 『ヴァチカン 美術館・市国・サン・ピエトロ大聖堂』芳野明共監修/栩木伸明、栩木玲子、田中美加、森本一衣訳 ミュージアム図書 1992年
- フランチェスコ・パパファーヴァ『ヴァチカン 日本語版』石鍋真理子共訳 ほるぷ総連合・ほるぷ教育開発研究所 1993年
- ファブリツィオ・マンチネッリ『システィナ礼拝堂』石鍋真理子共訳 ほるぷ総連合ほるぷ教育開発研究所 1994年
- フランチェスカ・ロメイ『彫刻の世界』監訳 講談社 絵とき美術館 1996年
- オラーツィオ・ペトロジッロ『ヴァチカン市国 日本語版』石鍋真理子共訳 ミュージアム図書 1999年
- デズモンド・スアード『カラヴァッジョ 灼熱の生涯』石鍋真理子共訳 白水社 2000年、新版2010年
- グイド・ヴィスコンティ文/ビンバ・ランドマン絵『天才レオナルド・ダ・ヴィンチと少年ジャコモ』せきぐちともこ共訳 西村書店 2000年。児童出版
- ジョイア・モーリ編『ウフィツィ美術館 フィレンツェの名画100+1』監訳 日本経済新聞社 2001年
- アンドレア・ポメッラ『ヴァチカン美術館 日本語版』石鍋真理子共訳 ミュージアム図書 2009年、大判・デアゴスティーニ・ジャパン 2015年
- マルコ・カルミナーティ『ピエロ・デッラ・フランチェスカ　モンテフェルトロ祭壇画』石鍋真理子共訳 西村書店 2016年
- 『カラヴァッジョ伝記集』平凡社ライブラリー、2016年。編訳